# Serra Sant'Abbondio
Serra Sant'Abbondio là một đô thị ở tỉnh Pesaro và Urbino trong vùng Marche, nằm cách 60 km về phía tây của Ancona và khoảng 50 km về phía nam của Pesaro. Tại thời điểm ngày 31 tháng 12 năm 2004, đô thị này có dân số 1.174 và diện tích là 32,8 km².
Ở đây có Fonte-Avellana.
Serra Sant'Abbondio giáp các đô thị sau: Frontone, Pergola, Sassoferrato, Scheggia e Pascelupo.